# Pavel ze Samosaty
Pavel ze Samosaty byl v letech 260 až 268 biskupem v Antiochii, teologem, jehož učení bylo církví odsouzeno.

## Život
Pavel zastával dynamický monarchianismus, který popírá, že v Bohu existují tři osoby. Učil, že Ježíš Kristus byl přijat (adoptován) za Božího syna při svém křtu v Jordánu, ale že jinak zůstal obyčejným člověkem.
Pavlovo učení bylo soustavně napadáno a on sám byl nakonec roku 268 odsouzen. Přesto zůstal vzdorobiskupem v Antiochii až do roku 272, neboť byl chráněn svou přítelkyní Zenóbií z Palmyry. Mezi Pavlovy žáky mohl patřit i Areios (Arius) a je často zmiňován jeho vliv na Nestoria.